# 호랑이의 도약
호랑이의 도약(Tigersprung)은 창작자 및 이론가와 협업해 해외에서 생산되는 동시대 예술담론을 번역하는 플랫폼이다.

## 개요
작가, 학예사, 비평가, 연구자 등 다양한 주체가 참여하여 해외에서 생산되는 아티클, 평론, 학술논문 등을 번역하고 있다. ‘호랑이의 도약’이라는 이름은 발터 벤야민의 《역사철학테제》에서 인용했다. “역사는 구원의 대상이며, 이때 구성의 장소는 균질하고 공허한 시간이 아니라 지금 시간으로 충만한 시간이다. (…) 유행은 과거 속으로 뛰어드는 호랑이의 도약이다.” 과거 특정한 사건의 현재화를 의미하는 이 개념을 따라, 이곳에 번역된 텍스트가 동시대와 공명하기를 기대한다. 2019년 1월 1일 개설되었다. 온라인 기반 플랫폼이지만 1980년대 후반 큐레이터 이영철이 엮은 《현대미술비평 30선》과 같은 앤솔로지, 미술비평연구회 멤버들이 간헐적으로 소개한 예술/문화이론들, 2000년대 윤난지 교수를 중심으로 현대미술포럼이 간행한 《모더니즘 이후, 미술의 화두》 연작 등을 주요 레퍼런스로 삼았다. 과거에는 단행본 출판이라는 방식으로 번역물을 유통한 것과 달리, 급속도로 변화하는 매체 환경에 대응해 웹을 기반으로 플랫폼을 구축하고 있다.

## 특징
출판사가 종이 매체로 발행하는 번역서와 다르게 온라인에만 텍스트가 공개되며, 특정한 자격 조건 없이 누구나 번역에 참여할 수 있다. 번역에 참여한 사람에게 번역료를 지급하고 크레딧을 보증한다. 2020년 현재 약 30여 명의 번역-주체가 참여하고 있다.

## 번역 텍스트 목록
(게재된 순서대로 정렬)
- 예술의 진실성 (보이스 그로이스)
- 감상용 사본: 무빙 이미지의 유동성에 대하여 (스벤 뤼티켄)
- 사회적 전환: 협업과 그 불만들 (클레어 비숍)
- 퍼포먼스 도큐멘테이션의 수행성 (필립 오스랜더)
- 오늘날의 미술 (장-뤽 낭시)
- 포스트 인터넷 시대의 큐레이팅 (보리스 그로이스)
- 모더니즘, 연극성과 물체성 (리처드 모란)
- 전시장 안의 영화, 폐허 속의 영화 (에리카 발솜)
- 흰 코끼리 예술vs. 흰 개미 예술 (마니 파버)
- 에이젠슈타인의 마르크스주의, 마르크스주의의 에이젠슈타인: 유토피아적 관람성과 미적 집단성 (필립 로젠)
- 전지구적 이야기들을 하나씩 전하며: 아시아 미술 전시의 정치학과 시학 (창 탄)
- 매체 특정성 이후를 프리드로 읽기: 화가로서의 제프 월, 사진가로서의 게트하르트 리히터 (디어뮈드 코스텔로)
- 적대와 관계미학 (클레어 비숍)
- 자본의 이미지: 재커리 폼왈트와의 인터뷰 (사미르 겐데샤, 요한 F. 하틀)
- 영화의 재배치 (프란체스코 카세티)
- 표기-물질성-서명. 저항과 넘어섬 사이의 춤추기와 글쓰기 (가브리엘레 브란트슈테터)
- 트루 블루 혹은 디지털 재생산 시대의 이미지들 (제니퍼 알렌)
- 디지털 격차: 동시대 미술과 뉴미디어 (클레어 비숍)
- 위험하지 않은 우주론 (마리나 시마코바)
- 가속하라: 가속주의자 정치를 위한 선언 (알렉스 윌리엄스, 닉 셔니섹)
- 출구 없음: 비디오와 레디메이드 (데이비드 조슬릿)
- 새로운 리얼리즘에 관하여 (보리스 그로이스)
- 빵이 없으면 예술을 먹어라! 현대 예술과 파생파시즘 (히토 슈타이얼)
- 키친 (한스 올리히 오브리스트)
- 신유물론이란 무엇인가? (크리스토퍼 갬블, 조수아 하난, 토마스 네일)
- 미래를 위한 선언문들 (한스 울리히 오브리스트)
- 픽처 (더글러스 크림프)

## 기타
- https://blog.naver.com/contemporism/221861128253
- http://www.mhns.co.kr/news/articleView.html?idxno=64612
- http://www.artinculture.kr/online/3104 보관됨 2020-03-23 - 웨이백 머신

## 같이 보기
- 이플럭스(e-flux)
- (영어)e-flux publication
- (영어)Artforum - 미국의 미술 전문 매거진 '아트포럼' 영문 위키백과 페이지
- (영어)October(journal) - 동시대 미술 비평 및 이론 저널 '옥토버' 영문 위키백과 페이지
- (영어)On Curating - 큐레이터 실무와 이론에 관한 논의를 다루는 독립 웹 저널 '온 큐레이팅' 공식 웹사이트
- (영어)The Exhibitionist
- (이탈리아어)Mousse magazine
- (위키백과)카예 뒤 시네마
- (영어)Screen
- (영어)Dance Research
- (영어)Performance Research